# 1866 en journalisme
Cet article présente les faits marquants de l'année 1866 en journalisme.

## Évènements
- Le journal Le Figaro passe en publication quotidienne[1].